# Supercoppa svizzera 2023 (pallavolo femminile)
La Supercoppa svizzera 2023, 17ª edizione della Supercoppa nazionale di pallavolo femminile, si è svolta il 14 ottobre 2023: al torneo hanno partecipato due squadre di club svizzere e la vittoria finale è andata per la quinta volta, la terza consecutiva, al Neuchâtel.

## Formula
La formula ha previsto una gara unica.

## Squadre partecipanti
| Squadra   | Qualificazione                                                |
| --------- | ------------------------------------------------------------- |
| Neuchâtel | Vincitrice Coppa di Svizzera 2022-23/Lega Nazionale A 2022-23 |
| Düdingen  | 2ª in Lega Nazionale A 2022-23                                |

## Torneo
| 14 ottobre 2023 Mobiliar Arena, Muri bei Bern Durata: 1h:03 - Spettatori: 1 900 | Neuchâtel | 3 - 0 | Düdingen | 25-20, 25-19, 25-20 |